# Namida surprise!
Namida surprise! (涙サプライズ!?, Namida sapuraizu!) è un brano musicale del gruppo di idol giapponesi AKB48, pubblicato come loro dodicesimo singolo il 24 giugno 2009. Il singolo è arrivato alla seconda posizione della classifica dei singoli più venduti della settimana Oricon.

## Tracce
CD singolo
1. Namida surprise! (涙サプライズ?)
2. Shonichi / Team B (初日 / teamB?)
3. First Love / Erena Ono (First Love / 小野恵令奈?)
4. Namida surprise! (off vocal ver.)

Durata totale: 19:11

## Classifiche
| Classifica (2009)                 | Posizione più alta |
| --------------------------------- | ------------------ |
| Billboard Billboard Japan Hot 100 | 5                  |
| Oricon weekly singles             | 2                  |